# Maimai Shinko to sen-nen no mahō

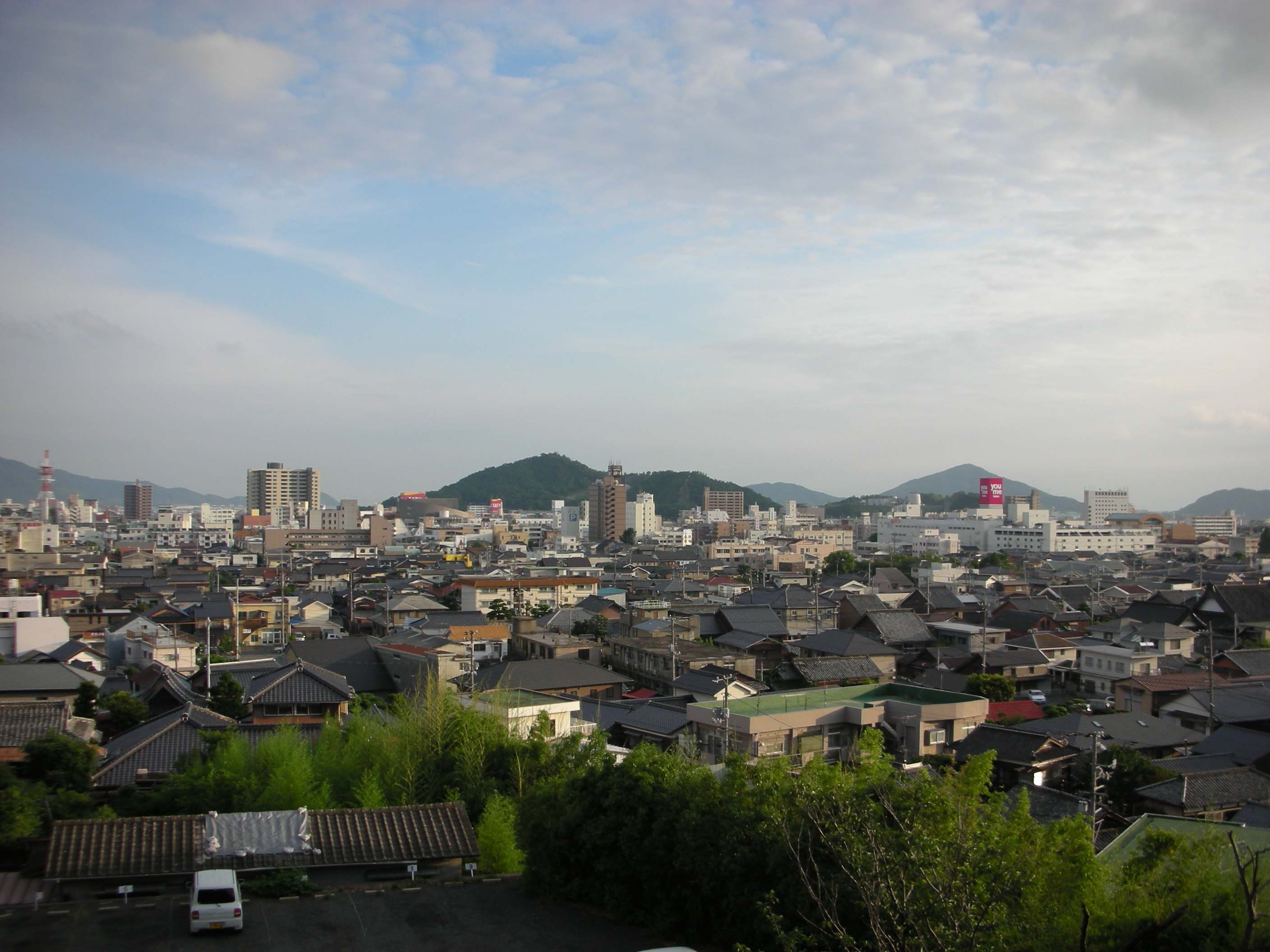
Staden Hōfu, 2006. 50 år tidigare var det här en liten landsortshåla med en huvudgata och inte mycket mer. 1956 dominerades landskapet av ris- och vetefält. Här fanns dock ett industriområde, liksom ett nybyggt bostadsområde där filmens Kiiko Shimazu bor med sin far.

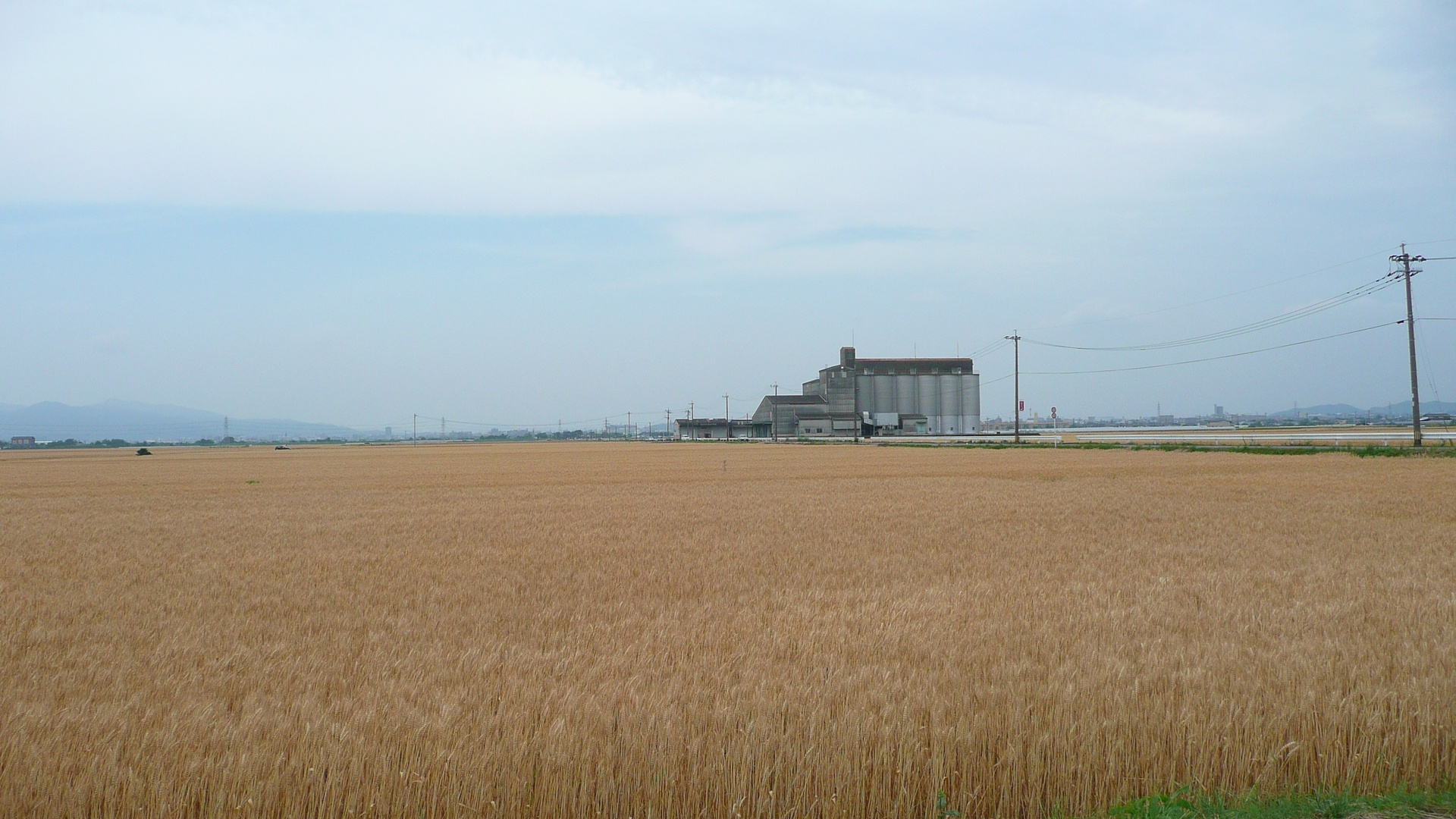
I Japan odlas mer än ris. I Shinkos uppväxtmiljö i södra Japan finns ena halvan av året risfält, som lämnar plats för vetefält den andra halvan.

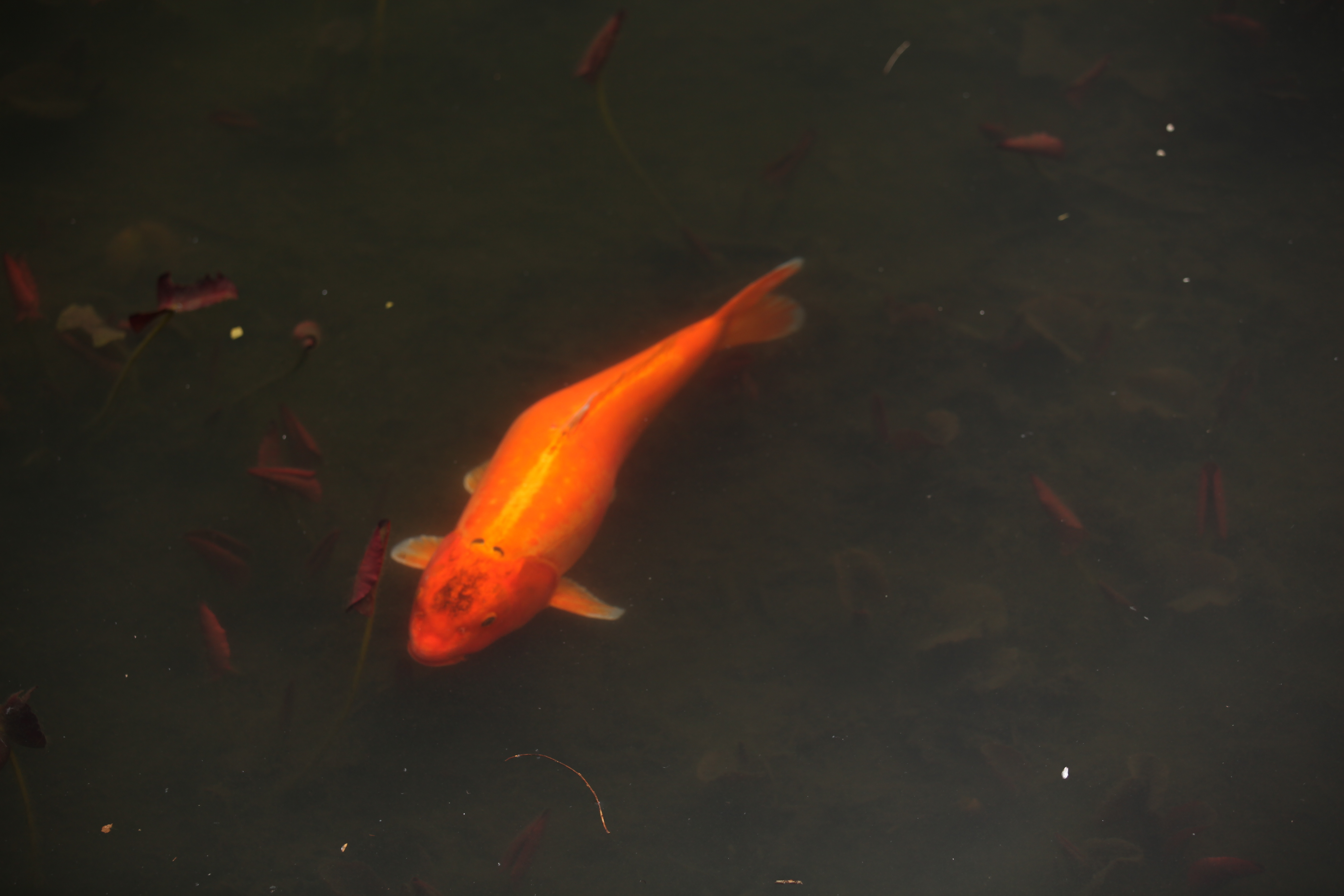
Barnen bestämmer sig för att bygga en damm. En dag dyker det upp en guldfisk i dammen.

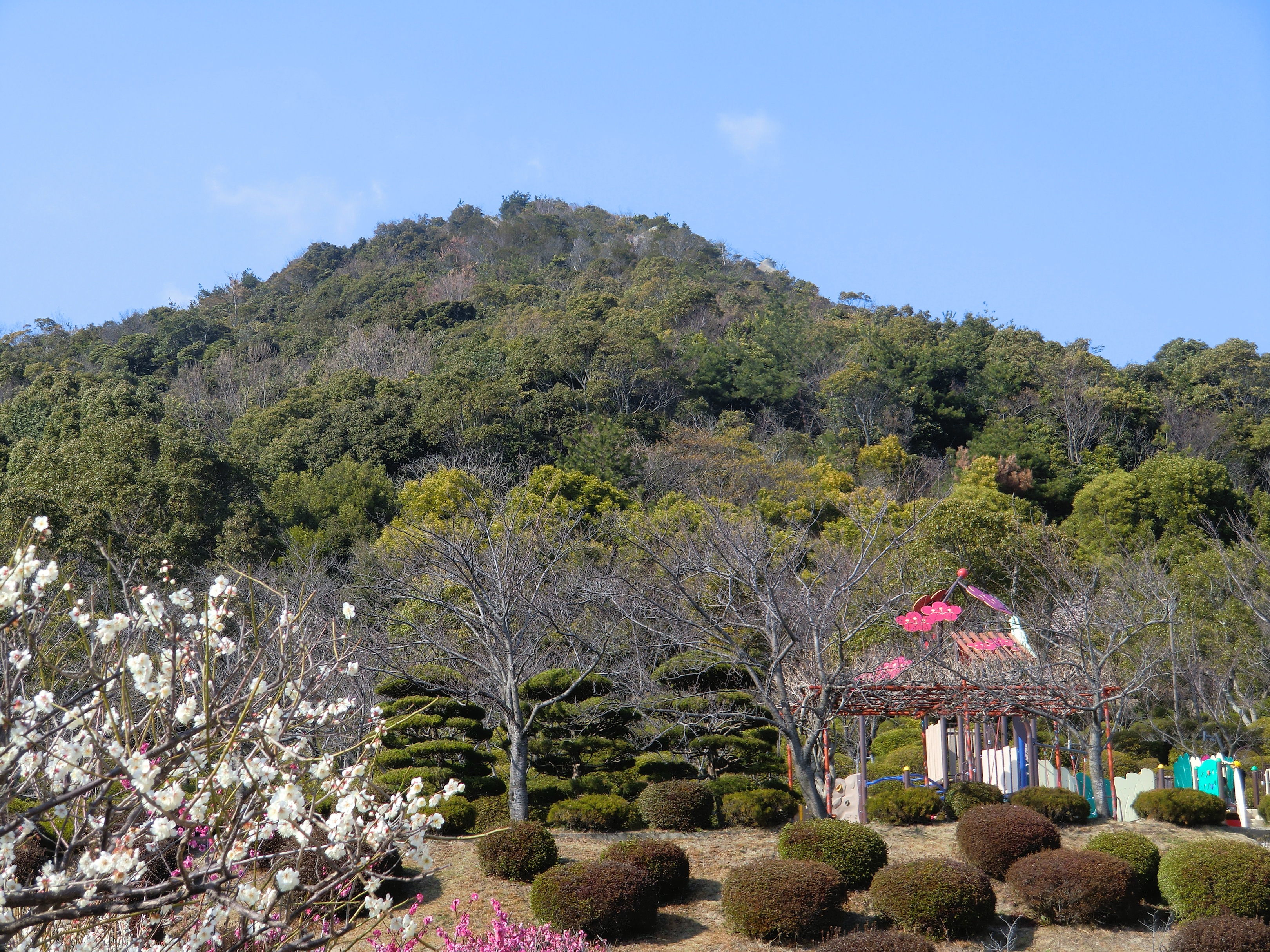
Ett av bergen, Tenjin-yama, vid Hōfu. Barnen i filmen beger sig upp i bergen på en lite äventyrlig utflykt.

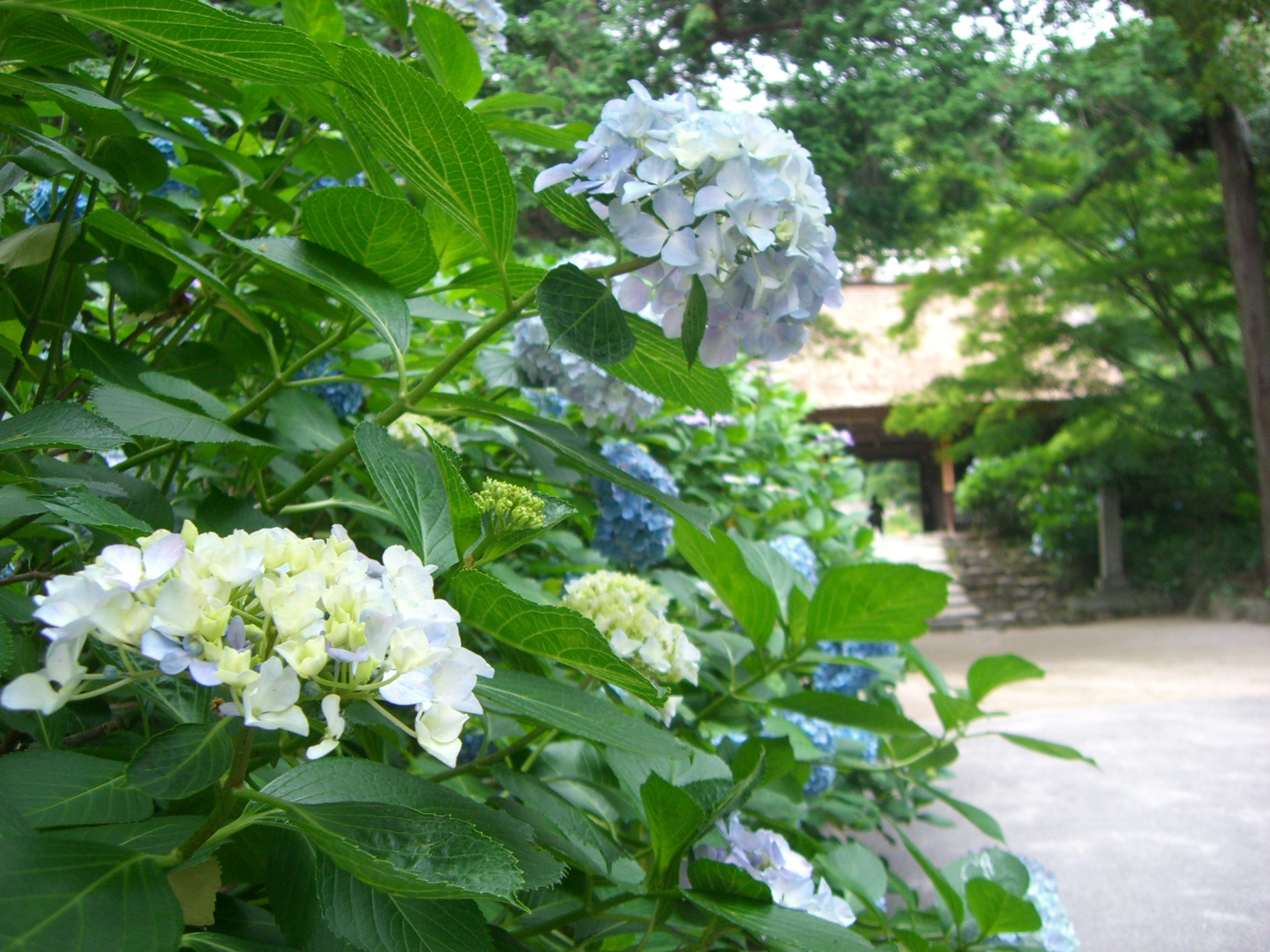
Djur och natur spelar stor roll i Mai Mai Miracle. Av slingerväxten blåregn konstruerar Shinkos farfar en gunga åt sitt barnbarn, och växten finns med vid ett blomsterarrangemang i parallellhistorien tusen år tidigare.

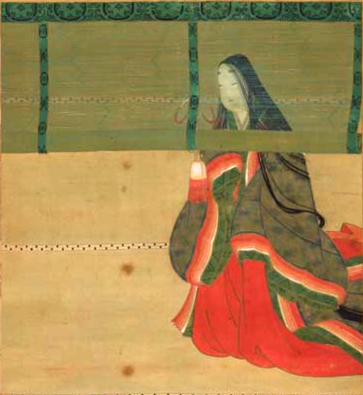
Sei Shōnagon som vuxen. I filmen är den framtida Kuddbokens författare ett ensamt barn i högreståndsmiljö.

Maimai Shinko to sen-nen no mahō (japanska: マイマイ新子と千年の魔法, 'Mai Mai Shinko och den tusenåriga magin'?), internationellt känd som Mai Mai Miracle, är en japansk animerad film från 2009. Regin stod Sunao Katabuchi för, och den baserades på bokversionen av Nobuko Takagis självbiografi, Maimai Shinko. Animationsstudion Madhouse producerade filmen, som distribuerades (i Japan) av Shochiku.
Filmen hade sin världspremiär på den internationella filmfestivalen i schweiziska Locarno 15 augusti 2009. Den japanska premiären ägde rum 21 november samma år. Maimais handling är delvis baserad på Sei Shōnagons Kuddboken (färdigställd år 1002).

## Handling
Det är våren 1955, tio år efter andra världskrigets slut. Platsen är området kring småstaden Hōfu (främst området vid Mitajiri sydost om själva staden) i Yamaguchi-prefekturen i sydvästra Japan, som 1 000 år tidigare var en viktig stödjepunkt i det feodala Japan (i den dåtida Suō-provinsen). Nioåriga Shinko Aoki – en flicka med en livlig fantasi och en uppstickande tofs (mai-mai) i pannan – blir vän med Kiiko Shimazu, en blyg nykomling i klassen som med sin pappa flyttat dit från Tokyo. Nu följer dammbyggen, guldfiskar, glada och mörka stunder samt fantasier om en värld 1 000 år tillbaka i tiden. En tid då bland annat en viss Kiyohara Nagiko, från en helt annan samhällsklass, bodde på platsen.

## Rollfigurer

### År 1955
- Shinko Aoki (japansk röst: Mayuko Fukuda) ♀

En tredjeklassare med stark vilja, livlig fantasi och inte rädd för att sticka ut från sin omgivning. Hon har en envis hårtofs i pannan (mai-mai).
- Kiiko Shimazu (Nako Mizusawa) ♀

Reserverad tredjeklassare och ny klasskamrat till Shinko. Hon är ny i klassen och har flyttat med sin far (som är ny läkare på bygdens nya industri).
- Mitsuko Aoki (Tamaki Matsumoto) ♀

Shinkos lillasyster. Hon blir ofta drabbad när storasyster får sina energiska infall. Mitsuko har dock en egen personlighet och tycker om katter.
- (Shinkos farfar/morfar) (Keiichi Noda) ♂

Han berättar historier om livet förr för sitt barnbarn och fungerar som en stark inspirationskälla för Shinko.
- Nagako Aoki (Manami Honjou) ♀

Shinkos mor, som ofta varken vet ut eller in vad hon ska ta sig till med sin äldsta dotters påhitt.
- Tosuke Aoki (Eiji Takemoto) ♂

Shinkos far. Han har tjänst vid universitetet i Yamaguchi, dit han tycks pendla med cykel (det är flera mil till arbetet).

### Cirka 1000 år tidigare
- Kiyohara Nagiko / Sei Shōnagon (Ei Morisako) ♀

Ung flicka i hovmiljö. Hon är född år 966 och blivande hovdam för den än yngre kejsarinnan Fujiwara no Teishi (född 977). Hon kommer år 1002 att skriva Kuddboken.
- Kiyohara no Motosuke ♂

Sei Shōnagons far. Han är poet och adelsman, med en post som hög provinstjänsteman.

## Produktion

### Produktionsfakta
- Originaltitel –マイマイ新子と千年の魔法 (Maimai Shinko to sen-nen no mahō, 'Maimai Shinko och den tusenåriga magin')
- Ursprungspremiär – 15 augusti 2009
- Längd – 93 (95) minuter
- Regi – Sunao Katabuchi
- Baserad på – roman av Nobuko Takagi
- Manus och bildmanus (storyboard) – Sunao Katabuchi
- Figurdesign och animationsledare – Shigeto Tsuji
- Konstnärlig ledare – Chie Uratani, Kazutaka Ozaki
- Animationsstudio – Madhouse
- Distributör – Shochiku

Källor: 

### Produktion och distribution
Sunao Katabuchi visade november 2007, i nordfranska Lille, utdrag ur filmen (som då inte presenterades vid namn). Filmen föranmäldes av Madhouse vid 2008 års internationella animemässa i Tokyo som ett nytt projekt av Katabuchi. Detta var första långfilmen från Sunao Katabuchi, sedan han blivit medlem av Madhouse. Bland Katabuchis tidigare erfarenheter finns manusarbete till Sherlock Hund (delvis animerad av Hayao Miyazaki), arbetet som direktörsassistent på Kikis expressbud och regin till hans egen långfilm Ariite hime (2001, animerad på Studio 4°C). I arbetet med den nya filmen samlade han folk både från Madhouse och Studio 4 °C. Shigeto Tsuji, med erfarenhet från Metropolis, designade rollfigurerna, medan Kazutaka Ozaki och Studio 4 °C-animatören Chie Uratani kom att fungera som chefsanimatörer. Båda två hade arbetat ihop med Katabuchi på Ariite hime. Uehara Shinichi fick rollen som konstnärlig ledare.
Shochiku gjorde reklam för filmen över Internet, med en marknadsföring riktad både till en inhemsk och en internationell publik. En kort, engelsktextad trailer lades upp på studions webbplats i juni 2009. Dessutom marknadsförde Avex Network filmen genom sin kanal på YouTube.
11 december 2009 hade filmen biopremiär i Sydkorea.
Filmen har distribuerats på DVD i Japan, Hongkong och Frankrike. En gräsrotsfinansieringskampanj genomfördes 2014 för att samla in pengar till en DVD/digital produktion med engelsk textning (och i bästa fall dubb). Miniminivån för en lyckad finansiering låg på 30 000 US-dollar, medan resultatet gav drygt 107 000 dollar. De ursprungliga planerna var en engelskspråkig distribution i slutet av 2014, men förseningar har lett till att materialet ännu (mars 2015) ännu inte gjorts klart för distribution.

## Teman och mottagande
Regissören var en av Hayao Miyazakis medarbetare ända sedan Sherlock Hund-tiden och fungerade bland annat som animationsassistent på 1989 års Kikis expressbud. I Katabuchis egna verk återfinns många spår av Miyazaki-influenser. Bland annat kretsar historierna ofta kring barndomens ibland svåra lärdomar och unga människors uppväxande, och här finns lantliga miljöer och traditionella teman som Miyazaki själv inspirerats av efter sina år med Sekai meisaku gekijō (World Masterpiece Theater).
Filmen nominerades till den 4:e Asia Pacific Screen Award i klassen Bästa Animerade Långfilm.